# Grotea anguina
Grotea anguina är en stekelart som beskrevs av Cresson 1864. Grotea anguina ingår i släktet Grotea och familjen brokparasitsteklar. Inga underarter finns listade i Catalogue of Life.